# Joseph Anton Felix von Balthasar

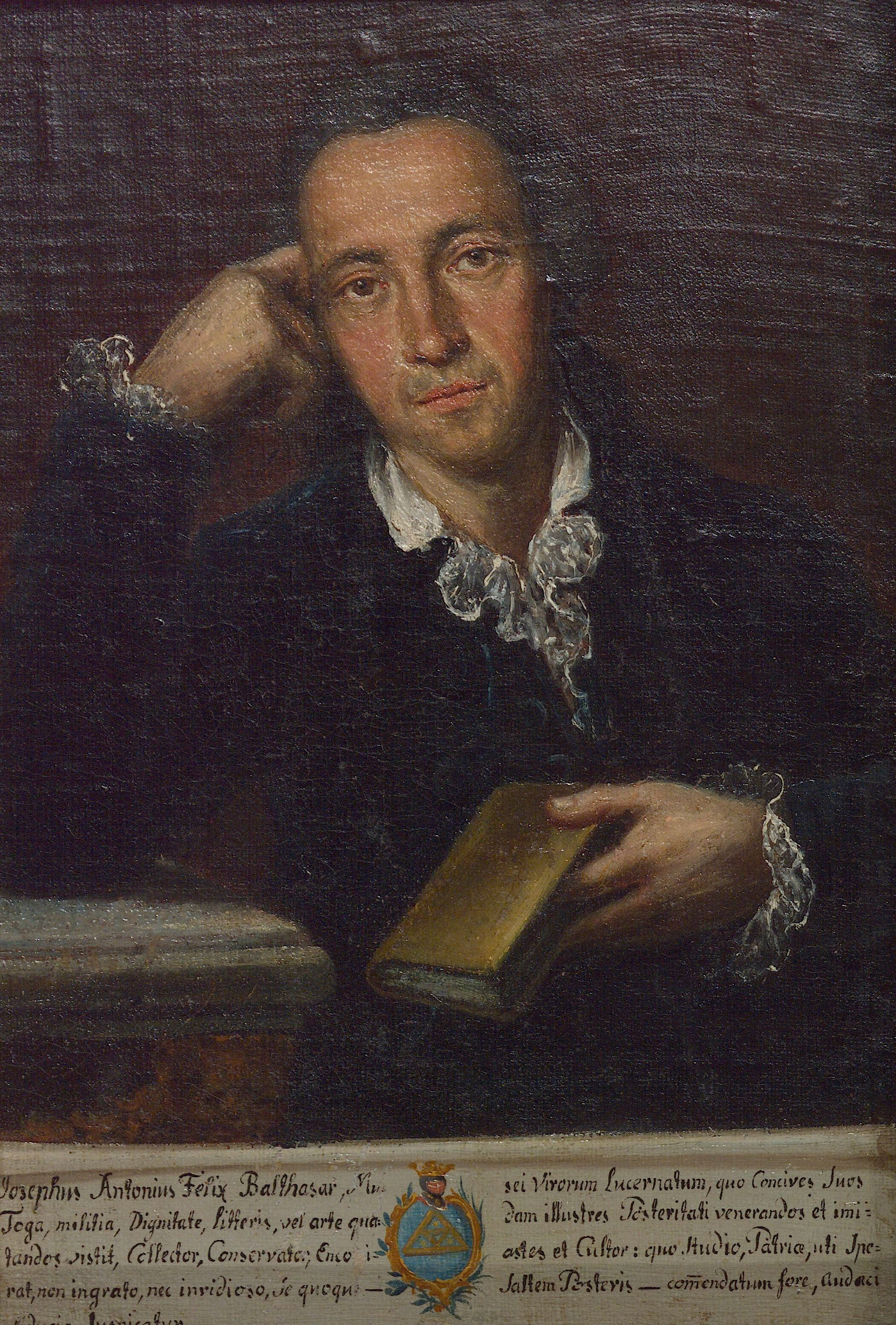
Porträt von Joseph Anton Felix von Balthasar

Joseph Anton Felix (von) Balthasar (* 11. Januar 1737 in Luzern; † 8. April 1810 ebenda) war ein Schweizer Staatsmann und Historiker. Er gehörte zu den Mitbegründern der Helvetischen Gesellschaft und stiftete die Luzerner Bürgerbibliothek.

## Leben

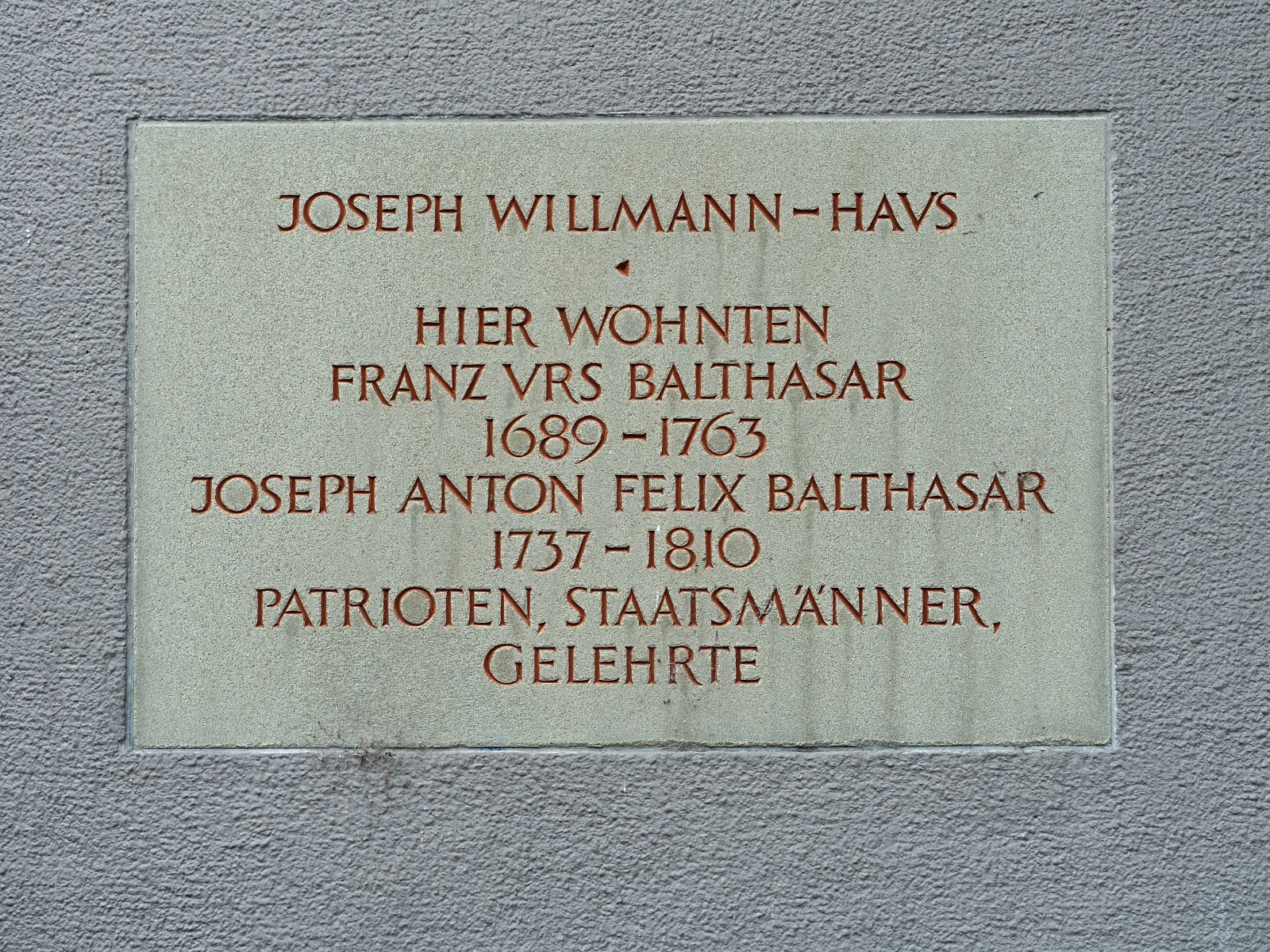
Informationstafel am Josef-Willmann-Haus, Kapellplatz 7 in Luzern

Joseph Balthasar entstammte der gleichnamigen Luzerner Patrizierfamilie. Er wurde als Sohn des Franz Urs Balthasar (1689–1763) und der Maria Anna Luzia Schumacher am 11. Januar 1737 in Luzern geboren. Er besuchte bis 1753 das Jesuitengymnasium in Luzern und daran anschließend bis 1755 die königliche Akademie in Lyon, wo er naturwissenschaftliche, philosophische und historische Studien betrieb. Bereits 1755 wurde Balthasar Mitglied des Grossen und später des Kleinen Rates in Luzern. Von 1762 an war er Mitglied der Helvetischen Gesellschaft, zu deren Gründung er zusammen mit Isaak Iselin Anstoss gab. Er bewohnte mit seiner Familie das später nach Josef Willmann benannte Haus am Kapellplatz, das über seine Grossmutter Margaritha Balthasar-Schumacher (Enkelin des Schultheissen Ludwig Schumacher) an die Familie Balthasar gelangt war.

## Schriften
- Felix von Balthasar: Sendschreiben an einen Franzosen, enthaltend, einen flüchtigen Entwurf des gelehrten Schweizerlandes. Emanuel Thurneysen, Basel 1761.
- Kurze Lebens-Notizen zu der Portrait-Gallerie merkwürdiger Luzerner auf der Bürgerbibliothek in Luzern.  Gesammelt bis zum Jahre 1777 von Felix Balthasar und bis auf die heutige Zeit von Kasimir Pfyffer. Luzern ca. 1866 Bibliographischer Nachweis